# Retrosic
The Retrosic — баварская dark-electro группа — проект музыканта Cyrus (псевдоним). Вполне придерживаясь DE-направления, Retrosic смог создать свой неповоторимый яростно-элегантный стиль, который заметно выделяет его из ряда подобных групп. Музыка Retrosic близка в эстетическом плане к видеоряду фильма «Город грехов».

## История
Первый альбом Retrosic — «Prophecy», был выпущен в 2001 году. Следующий альбом «Messa Da Requiem» (выпущенный через год) стал «Диском года» в Голландии. Альбом «Nightcrawler», вышедший в 2006 году, сделал Retrosic известным достаточно широким массам слушателей.

## Дискография
- Prophecy 2001
- Messa Da Requiem 2002
- God of Hell 2004
- Nightcrawler 2006